# Гасвицкие
Гасвицкие (пол. Gostwicki, Goświcki) — дворянский род.
Старинный русский дворянский род, ведущий начало от выходца из Польши Ивана Гасвицкого и пожалованный за службы имением в 1668 г. Потомство его внука Егора Ивановича Гасвицкого записано в VI часть родословной книги Курской губернии.

## Описание герба
В щите красного цвета, изображена серебряная стрела, у которой нижняя половина раздвоена наподобие двух усов выпуклостями на обе стороны, так как и в выписи из польского гербовника означено.
Щит увенчан дворянскими шлемом и короной. Нашлемник: три страусовых пера. Намёт на щите красный, подложенный серебром. Герб рода Гасвицких внесён в Часть 7 Общего гербовника дворянских родов Всероссийской империи, стр. 112.